# Potez
Потэ (фр. Potez) — французская авиастроительная компания, основанная Анри Потэ в 1919 году под именем Aéroplanes Henry Potez в коммуне Обервиль. Компания начала свою деятельность со строительства самолетов SEA IV, и позже начала выпускать более современную модель Potez VII.
Во время межвоенного периода компания выпустила множество гражданских самолётов, а также серию военных бипланов для вспомогательных целей, которые так же выпускались по лицензии в Польше. В 1933 году компания купила производителя гидропланов CAMS.
В 1936 году французская авиационная промышленность была национализирована. Фабрики компании в Сартрувиле и Мольте были переданы SNCAN, и фабрика в Бер-л’Этане перешла в собственность SNCASE (которой также достались активы компаний Romano, Lioré et Olivier, CAMS и SPCA).
После Второй мировой войны, компания была воссоздана в Аржантёйе под именем Société des Avions et Moteurs Henry Potez, но она уже не получила былой известности, какой пользовалась до национализации.
В 1958 году компания приобрела фирму Fouga и открыла отделение Potez Air-Fouga. Но когда последний проект компании Potez 840 не привлёк достаточного количества клиентов, компания была вынуждена закрыться. Оставшиеся активы были приобретены компанией Sud-Aviation в 1967 году.

## Совместные проекты с Марселем Блоком и Луи Королле
| № | Фото | Самолёт              | Тип                            | Первый полёт | Количество экземпляров | Примечание                                          |
| - | ---- | -------------------- | ------------------------------ | ------------ | ---------------------- | --------------------------------------------------- |
| 1 |      | SEA I                | самолёт-разведчик              | январь 1917  | 1                      |                                                     |
| 2 |      | SEA II (или SEA III) | истребитель-триплан            | не взлетал   | 0                      |                                                     |
| 3 |      | SEA IV               | истребитель, самолёт-разведчик | январь 1918  | 115                    | Изначально планировалось построить 3000 экземпляров |

## Собственные самолёты
| № | Фото | Самолёт    | Тип                         | Первый полёт  | Количество экземпляров | Примечание              |  |
| - | ---- | ---------- | --------------------------- | ------------- | ---------------------- | ----------------------- |  |
| 4 |      | Potez IV   | истребитель                 |               | 1                      |                         |  |
| 5 |      | Potez VII  | почтовый самолёт            | 1919          | 25                     | Построен на базе SEA IV |  |
| 6 |      | Potez VIII | лёгкий многоцелевой самолёт | 9 апреля 1920 | более 100              |                         |  |

## Модельный ряд
- Potez VII
- Potez VIII[англ.]
- Potez IX
- Potez X
- Potez XI
- Potez XII, прототип
- Potez XIV, проект
- Potez XV
- Potez XVI, прототип
- Potez HO 2, прототип
- Potez XVII[англ.]
- Potez XVIII, (X B), прототип
- Potez XIX Bn 2, (X C), прототип
- Potez XX, проект
- Potez XXI, проект
- Potez XXII, прототип
- Potez 23[англ.], прототип
- Potez 24 A2, прототип
- Potez 25
- Potez 26 C1, прототип
- Potez 27[англ.]
- Potez 28[англ.], прототип
- Potez 28/2
- Potez 28M
- Potez 29
- Potez 30, проект
- Potez 31, прототип
- Potez 32
- Potez 33
- Potez 34, прототип
- Potez 35, прототип
- Potez 36
- Potez 37 R2, прототип
- Potez 38, прототип
- Potez 39
- Potez 40, 400, 401, 402 и 403, прототипы
- Potez 41, 410 BN5, прототипы
- Potez 42, прототип
- Potez 43
- Potez 44, проект
- Potez 45, 450, Potez 452 и 453, серийные
- Potez 46, проект
- Potez 47, проект
- Potez 48, проект
- Potez 49, прототип
- Potez 50
- Potez 51, прототип
- Potez 52, проект
- Potez 53, 532 и 533, прототипы
- Potez 54 и Potez 540 M4
- Potez 56
- Potez 57, проект
- Potez 58
- Potez 59, проект
- Potez 60
- Potez 61, проект
- Potez 62
- Potez 63
- Potez 64, проект
- Potez 66, Potez 661 и Potez 662, прототипы
- Potez 65
- Potez 67, 670, 671 и 672, прототипы
- Potez 68, проект
- Potez 70, 70 BA2, 702 B3, 702 Be3, 703 A3 и 705 B3, прототипы
- Potez 75
- Potez 84, Potez 840, 841 и 842
- Potez 90, прототип
- Potez 91, прототип
- Potez 92, проект
- Potez 94, прототип
- Potez 220
- Potez 230, прототип
- Potez 452
- Potez 540
- Potez 630
- Potez 650
- Potez 661
- Potez 662
- Potez 840
- Potez-CAMS 141
- Potez-CAMS 160
- Potez-CAMS 161
- Potez 170 Cams, прототип
- Potez 180 Cams, прототип
- Potez SEA VII

## Двигатели
- Potez A-4 (1920-е)
- Potez 4D[англ.]
- Potez 4E[англ.]
- Potez 6D[англ.]
- Potez 8D[англ.]
- Potez 12D
- Potez 9A
- Potez 9B (9-цилиндровый радиальный двигатель)